# Luís de Oliveira Gonçalves
Luís de Oliveira Gonçalves (ur. 22 czerwca 1960) – angolski trener piłkarski.
Nosi przydomek "Profesor". W latach 2003–08 był selekcjonerem reprezentacji Angoli, którą, jako pierwszy szkoleniowiec w historii, wprowadził do finałów mistrzostw świata. Na Mundialu 2006 jego podopieczni zdobyli dwa punkty (0:1 z Portugalią, 0:0 z Meksykiem i 1:1 z Iranem) i zajęli w grupie trzecie miejsce.
Wcześniej Gonçalves z drużyną młodzieżową Angoli zdobył mistrzostwo Afryki 2001 i w tym samym sezonie doprowadził Inter Clube Luanda do finału afrykańskiego Pucharu Zdobywców Pucharów.